# Athéni Timon (színmű)
Az Athéni Timon (eredeti cím: Timon of Athens) William Shakespeare legellentmondásosabb darabja. Keletkezésének idejéről bizonyosat nem tudunk, besorolása, kritikai fogadtatása rendkívül szerteágazó. Annyi bizonyos, hogy a dráma Shakespeare késői alkotói szakaszában íródott, vagyis 1601 és 1608 között. Közvetlen előzménye a Lear király lehetett (1604-1605), folytatása pedig a Coriolanus (1607-1608), a Timon tehát valamikor 1606 és 1608 között keletkezhetett. A Timon témájában is a Lear király és kisebb mértékben a Coriolanus rokona. Nyomtatásban az 1623-as fólióban jelent meg először, a Troilus és Cressida helyén, melynek kiadása során problémák merültek fel.
A darab egyik első tudós méltatója, George Wilson Knight szerint az Athéni Timon Shakespeare legjobb tragédiája, melyben „a cselekmény sodróbb és akadálytalanabb, mint bármely Shakespeare-műben; olyan darab, mely a Macbethnél és a Lear királynál is hatalmasabb léptékű, és amelynek egyetemesen tragikus jelentősége az összes közül a legnyilvánvalóbb.” Magyar méltatói közül Sebestyén Károly emelkedik ki, aki 1906-os könyvében a következőket írta: „maga a mű nagyon is megérdemli, hogy foglalkozzanak vele, gondolatainak roppant gazdagságáért, szabálytalan és mégis geniális szerkesztéseért, sötét világfölfogásáért, embergyűlölő cinizmusáért.”

## Műfaji besorolása
Műfaját tekintve több vélemény is közkézen forog: ahány kritikus, annyiféle besorolás. Mivel a Timon rendkívül összetett mű, nyitott az értelmezésnek – ki-ki kedvére kiemelheti belőle a számára jellegzetesnek tűnő elemeket. Voltak, akik allegorikus példázatnak, moralitásdrámának tekintették a Timont (például Hibbard, aki rámutat, hogy a történet már Timon megjelenése előtt megfogalmazódik a színen, a legelső jelenetben; az is nyilvánvaló, hogy a szereplők névtelensége is efelé mutat). A moralitások bizonyos elemei megtalálhatók a Timonban: Timon a Hiszékeny Tékozló, Apemantus a Szókimondó Bölcs, Alcibiades a Sértett Vitéz, Flavius a Hű Szolga. Ám a moralitásokban a tiszta Bűnök állnak szemben a feddhetetlen Erénnyel, és a Timonból mindez hiányzik. Timon maga sem bűntelen, a drámában pedig a klasszikus főbűnök közül igazán csak kettő látható: a kapzsiság és a bujaság. Közelebb áll a Timon a szatíra vagy tragikus szatíra műfajához. „Timon a szatíra tárgyaként kerül elénk, illusztrálva a bölcs mondást, hogy a bolond és a pénze hamar elválnak egymástól” – írja Peter Ure. Az embergyűlölő Timon és Apemantus valóban szatirikusok, a mű egésze azonban nem szatíra. Már csak azért sem lehet az, mert Timon nyelve egyértelműen a tragédia nyelve, „helyenként szatirikus elemekkel.” Mások házi tragédiaként (domestic tragedy) definiálják (aminek klasszikus példája az Othello), de ez sem egészen helytálló, mert az Athéni Timon cselekményében a társadalom is tevékenyen részt vesz. Ha viszont a darab látványelemeit, a lakomákat, a zenét, táncot, a darab által megkövetelt díszleteket nézzük, a Timon a késői Shakespeare regényes színműveinek (romances) jegyeit is magán hordozza.
Mindezekkel együtt az Athéni Timon minden kétséget kizáróan tragédia. A filantróp Timon elszigetelődése a modern korban jól ismert „magány a tömegben”-jelenség egy példája, ami abból fakad(hat), hogy a tekintélyes uralkodó eszközei helyett Timon az egyenlőség, nagylelkűség és barátság alapján képzeli el a társadalmat, amely azonban nem így működik. Az embergyűlölő Timon saját akaratából ugyan, de ismét eltávolodik az emberektől. Timonhoz hasonlóan Apemantus, Flavius és Alcibiades is elszigetelt alakok.

## Szövege és stílusa
A Timon sokak szerint befejezetlen, félbehagyott mű, Shakespeare nem dolgozta ki rendesen, sőt, lehet, hogy másokkal közösen írta. Tény, hogy a darab Shakespeare hatodik legrövidebb drámája; a darab sokkal rövidebb az átlagos Erzsébet-kori és shakespeare-i drámáknál (többek szerint ez is azt bizonyítja, hogy befejezetlen). Mára már nagyjából elfogadott, hogy a Timon I. felvonásának 2. jelenetében, a III. felvonásban (a 6. jelenet kivételével) és a IV. felvonás 3. jelenetében Timon és Flavius dialógusában Thomas Middleton keze is benne van. Heywoodot, Chapmant, John Dayt és Cyril Tourneurt is a lehetséges társszerzők között említik. Ha Shakespeare más tragédiáihoz hasonlítjuk az Athéni Timont, lehet, hogy furcsának, idegennek érezzük; a felületes olvasó is észreveszi a következetlenségeket (pl. a pénzösszegek használatában), helyenként a bizonytalanságot (a szereplők neveinek keveredése), vagy azt, hogy a dráma túl hirtelen és túl meglepően ér véget. Drámai szerkezetében is találhatunk hibákat (pl. Alcibiades történetének a Timon-drámába való felemás beépítettsége). Minden kritikusa rámutat arra, hogy az Athéni Timon kidolgozottsága egyenetlen. A darab nagy része, különösen a III. felvonás 4. jelenetétől Shakespeare érett stílusában íródott: meggyőző gondolatok, rugalmas nyelv, szenvedélyes előadásmód, gazdag képvilág jellemzi. Takács Ferenc egyik tanulmányában így ír: „ami elsőként feltűnik: az Athéni Timon […] drámaiatlansága; mennyire keveset tesznek, helyette mennyire sokat beszélnek-vitatkoznak a darab szereplői.” Mások is felfigyelnek rá, hogy a Timont inkább a költészete, mint a cselekménye teszi jelentőssé.

## Cselekménye és karakterei
Timon tragédiájának cselekménye pár mondatban összefoglalható. A túlságosan is nagylelkű, vadul költekező Timon ráébred, hogy minden pénze elfogyott, és hitelt sem kap többé; barátai elhagyják, ő maga pedig – logikus lépésként – otthagyja a civilizált világot, mindent és mindenkit megtagad és haláláig embergyűlölőként él tovább. Timon egyértelműen a mű középpontjában áll; a darab szövegének 35,37%-a az ő szájából hangzik el (csak Hamlet előzi meg a maga 39,13 százalékával). A kisebb szereplők eltörpülnek mellette: Apemantus 9,88, Flavius 8,55, Alcibiades 6,62 százalékát birtokolja a beszédeknek. Már csak emiatt is meglepő, hogy Timon mennyire különbözik Shakespeare más tragikus hőseitől. Abszolút egyedül van. Nincsenek rokonai, barátai, senkivel sem kerül közelebbi kapcsolatba, és életében semmilyen szerepet sem kapnak a nők. Bár a darab eredeti címe The Life of Timon of Athens, semmi köze sincs egy életrajzhoz. Timonról nem tudunk meg semmit: nincs múltja, nem tudjuk, hogyan szerezte vagyonát, hány éves, tehát inkább egy „általánosított” hős, mint önálló személyiség.
Timon képtelen arra, hogy megértse az emberi kapcsolatok természetét. A darab első részében egy álomvilágban él, nem törődik szolgája, Flavius és a szókimondó bölcs, Apemantus figyelmeztetéseivel (Istenek, / Ó, hányan falják ezt a vak Timont! / Fáj látnom, mily szörnyű had mártogatja / Egyetlen ember vérét…), szinte kényezteti magát abban a hitben, hogy ő jót cselekszik, és hogy mindenki más is így tesz, ha szükség van rá. Lehetőséget azonban nem ad viszonzásra: ő, Fortuna kegyeltje az egyedüli, aki adhat, mindenki más alsóbb szinten van, hirdeti Timon válogatás nélküli adakozása. Timon gőgösen Fortuna istenasszonnyal egy szintre helyezkedik, és valójában senkit sem enged maga mellé. Szinte kikényszeríti, hogy kihasználják. Jótékonyságnak nem nevezhetjük, amit csinál, hiszen nem azoknak ad, akik rászorulnának. Mikor rádöbben, hogy nincstelenné vált (és barátai sem segítenek neki, inkább átlátszó indokkal megtagadják a segítséget), addigi válogatás nélküli bizalma és szeretete ugyanilyen jellegű gyűlöletté alakul át. Timon itt megállapodik; meggyőződésén nem változtat többé. Kivonul az Athén melletti egyik erdőbe és gyökereken, terméseken él tovább. Távozásakor átkot szór az egész világra:

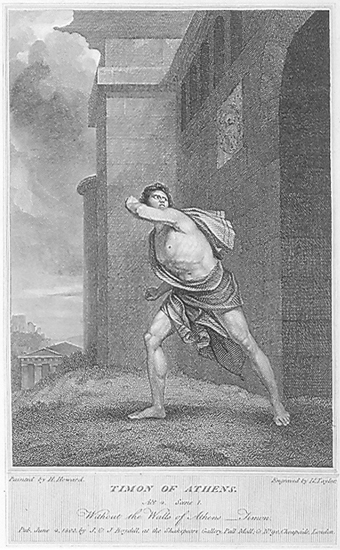
Timon elhagyja Athént

Dőlj le Athén! Tűz, gyújts fel házam! égesd!
Gyülölök embert és emberiséget!
Timon gyökérásás közben rengeteg aranyat talál az erdőben, amelyet arra használ fel, hogy az őt meglátogatókat a város és a civilizáció ellen uszítsa (Szabó Lőrinc fordításában).
Te édes királygyilkos! drága válság
Apa s fiú közt! angyaltiszta nászágy
Ragyogó fertőzete! hősi Mars!
Örökifjú, friss, édes vőlegény,
Kinek pírjától elolvad a szent hó
Diána ölén! látható istenség,
Aki képtelen ellentéteket
Csókba forrasztasz s minden célra minden
Nyelven beszélsz! szivek próbaköve!
Nézd: lázong rabod, az ember: uszítsd
Saját magára: hadd legyen az állat
A föld királya!
Először Alcibiadesnek, a száműzött hadvezérnek ad aranyat, azt tanácsolva neki, hogy mindenkit öljön meg Athénban. Ezután két prostituáltat pénzel le, hogy fertőzzenek meg minél több férfit, majd tolvajokat bátorít arra, hogy rabolják ki az athéniakat és fosszák ki Athént (egyiküknek azonban Timon kifakadásai után el is megy a kedve a saját szakmájától). Végül a Timonnak korábban gátlástalanul hízelgő költő és festő keresi meg, hogy pénzt csikarjon ki tőle, de őket elüldözi. A hozzá követséget menesztő athéni szenátorokat is elzavarja, amikor Alcibiades hada már a város felé közeledik.
A darab két legfontosabb mellékszereplője Alcibiades és Apemantus. Alcibiades története Timonénak párja: a hadvezér, aki a szenátussal való konfliktusát és száműzetését követően elhagyja Athént, hogy sereget toborozzon, Athén ellen vonul, majd az igazságszolgáltatást irgalommal tompítva (ő tehát nem osztja Timon egyetemes gyűlöletét) prominens figurává – Athén urává – lép elő, ezzel biztosítva a Shakespeare-tragédiákban megszokott megoldást. Apemantus egy cinikus bölcselő, aki kitekert közmondásokat és szentenciákat hangoztat. A darab harmadik fontosabb mellékszereplője Flavius, aki becsületes, de egyben felületes is: hangzatos mondatokban, nemes közhelyekben beszél, stílusa patetikus, túlzó, szentimentális, helyenként már-már nevetséges.

## A magyar fordítások története
Az Athéni Timon fordításának gondolatával a magyar irodalomban Petőfi foglalkozott először, az Arany Jánoshoz 1848. február 10-én kelt levelében: „Én Coriolanon kívül még okvetlenül lefordítom […] Athenei Timont.” Tervét nem valósíthatta meg, az első teljes Athéni Timon-fordítást így Kelmenfi (vagy Kelemenfi) László (eredeti nevén Hazucha Ferenc) készítette el. Ezt a változatot 1852. március 17-én mutatta be először a Nemzeti Színház. A darabhoz zenét és díszleteket, kosztümöket is rendeltek, ami arra utalt, hogy a színház a darabot hosszabb ideig műsoron kívánta tartani. Ez a terv meghiúsult, 1900-ig összesen csak féltucatszor mutatták be a darabot Budapesten és Kolozsvárott. Kelmenfi fordítása nem volt különösebben jó, de a korai Shakespeare-fordításokkal egybevetve mindenképpen haladást jelentett. Kelmenfi 1851-ben meghalt, darabja bemutatóját sem érte meg.
Az első magyar Shakespeare-vállalkozás megindításakor Lévay József vállalta el a Timon fordítását. Helyette végül Greguss Ágost magyarította a drámát – fordítása a Kisfaludy Társaság kiadásának IX. kötetében jelent meg 1867-ben. Szövegében vannak kifejezetten jól sikerült helyek, magyarítása összességében azonban a XIX. századi fordítások jellegzetességeit viseli magán: nyelvezete nehézkes, sok benne a szócsonkítás, a félrefordítás, a szójátékok rendre elsikkadnak, a shakespeare-i szöveg éle gyakran tompul. A kolozsvári színház ezt a fordítást vitte színre 1884-es előadásában. A darab három előadás után lekerült a műsorról. A Timon harmadik fordítását Rákosi Jenő készítette el 1922-ben. Szabó Lőrinc 1935 nyarán fordította le az Athéni Timont, Németh Antal megbízásából. Németh a költő Te meg a világ című kötetének ismeretében döntött úgy, hogy Szabó Lőrinc alkalmas lehet a feladatra; a nagylélegzetű narratív versek és a drámai feszültséget magukba sűrítő kisebb költemények, úgy látszik, elnyerték a tetszését. A fordítás egészen pontosan 1935 júliusától 1935. szeptember 29-ig készült, egy kis alakú füzetbe, Déván, Bisztrán és Budapesten. Erdélybe Farkas Ferenc hívta meg „vadember módra élni a rengetegben,” ahogy a költő a Vers és valóság című vallomáskötetben fogalmazott.
1935. november 8-án Somlay Artúr címszereplésével mutatták be a darabot a Nemzeti Színházban. A darab új szövege 1936-ban nyomtatásban is megjelent az Athenaeum Kiadó gondozásában. Szabó Lőrinc fordítását vették föl az 1948-as Shakespeare-kiadásba is, miután a fordító kisebb változtatásokat eszközölt a szövegen: bizonyos helyeket pontosított, másutt átfogalmazott, szavakat cserélt ki. Az 1955-ös Shakespeare-összes kiadása előtt – valószínűleg kontrollszerkesztői segítséggel – a költő újra tüzetesen átnézte munkáját. Ezúttal több helyen változtatott, és ha nem is „fordította újra” a darabot, de alaposan átnézte, átjavította a szöveget, aminek nyomán az még egyszerűbb, tisztább és kifejezőbb lett.

## Magyarországi bemutatói
| Időpont            | Hely                        | Rendező       | Címszereplő      |
| ------------------ | --------------------------- | ------------- | ---------------- |
| 1935. november 8.  | Nemzeti Színház             | Németh Antal  | Somlay Artúr     |
| 1969. október 10.  | Nemzeti Színház             | Major Tamás   | Iglódi István    |
| 1976. november 19. | Szigligeti Színház, Szolnok | Székely Gábor | Piróth Gyula     |
| 1992. május 3.     | Budapesti Kamaraszínház     | Csiszár Imre  | Bregyán Péter    |
| 2000. október 20.  | Radnóti Miklós Színház      | Zsótér Sándor | Cserhalmi György |